# Arhopala hislopi
Arhopala hislopi är en fjärilsart som beskrevs av John Nevill Eliot 1962. Arhopala hislopi ingår i släktet Arhopala och familjen juvelvingar. Inga underarter finns listade i Catalogue of Life.